# Printemps, avril carillonne
"Printemps, avril carillonne" ( português:  "Primavera, toques de abril") foi a canção que representou a França no Festival Eurovisão da Canção 1961 que teve lugar em Cannes.
A canção foi interpretada em francês por  Jean-Paul Mauric. Foi a nona canção a ser interpretada na noite do festival, a seguir à canção da Alemanha "Einmal sehen wir uns wieder", cantada por Lale Andersen e antes da canção da Suíça "Nous aurons demain", interpretada por Franca di Rienzo. Terminou a competição em quarto lugar, tendo recebido um total de 13 pontos. No ano seguinte, a França foi representado pela  canção "Un premier amour", interpretada por Isabelle Aubret. 

## Autores
- Letrista: Guy Favereau
- Compositor: Francis Baxter
- Orquestrador: Franck Pourcel

## Letra
A canção é um elogio dos prazeres da Primavera, com Mauric cantando sobre as imagens e sons de animais saindo da hibernação de inverno e o inversno que termina.